# Cobbler Creek Recreation Park
Cobbler Creek Recreation Park är en park i Australien. Den ligger i delstaten South Australia, omkring 18 kilometer nordost om delstatshuvudstaden Adelaide.
Runt Cobbler Creek Recreation Park är det ganska glesbefolkat, med 42 invånare per kvadratkilometer.. Närmaste större samhälle är Adelaide, omkring 18 kilometer sydväst om Cobbler Creek Recreation Park. 
Runt Cobbler Creek Recreation Park är det i huvudsak tätbebyggt. Genomsnittlig årsnederbörd är 593 millimeter. Den regnigaste månaden är juli, med i genomsnitt 95 mm nederbörd, och den torraste är december, med 13 mm nederbörd.